# کمبو (بازی ویدئویی)
در بازی ویدئویی، کمبو (کوتاه‌شده combination به معنای ترکیب) مجموعه‌ای از حرکات هستند که در زمان مشخصی انجام می‌شوند که معمولاً باعث بهره‌مندی قوی‌ای می‌شود. این مفهوم از بازی‌های مبارزه‌ای ریشه گرفته‌است. علاوه بر آن، کمبو در ژانرهای دیگر مانند معما، شوتم آپ و بازی‌های ورزشی اعمال شده‌است. کمبوها معمولاً به عنوان عنصر اضافی گیم‌پلی افزوده می‌شود.